# 텔샤이주

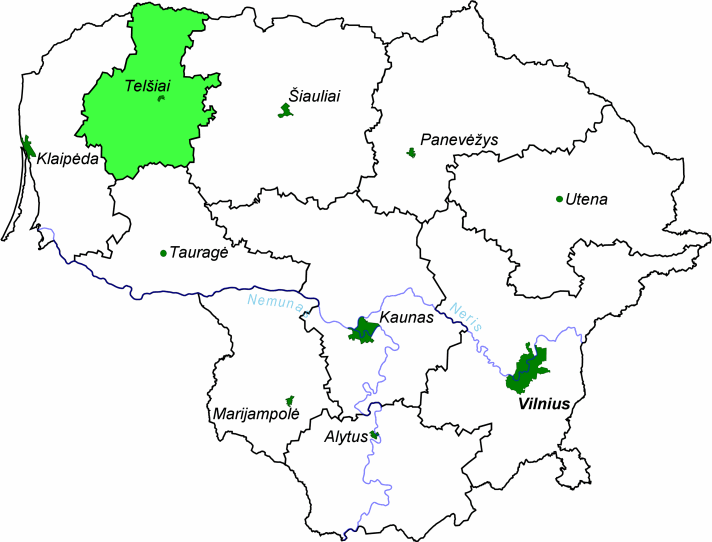
텔샤이 주의 위치

텔샤이주(리투아니아어: Telšių apskritis)는 리투아니아 서부에 위치한 주로 주도는 텔샤이이며 면적은 4,350km2, 인구는 173,383명(2008년 기준), 인구 밀도는 40명/km2, ISO 3166-2 코드는 LT-TE이다. 4개 지방 자치체(마제이캬이구, 플룽게구, 리에타바스시, 텔샤이구)를 관할한다.

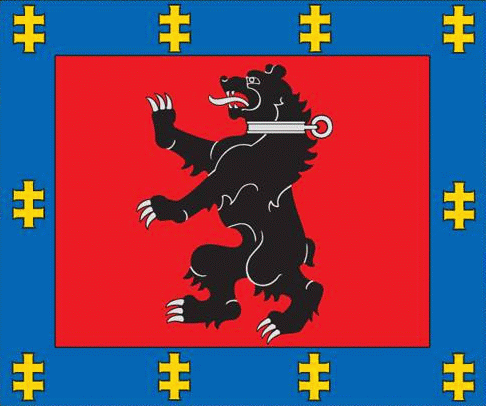
주기
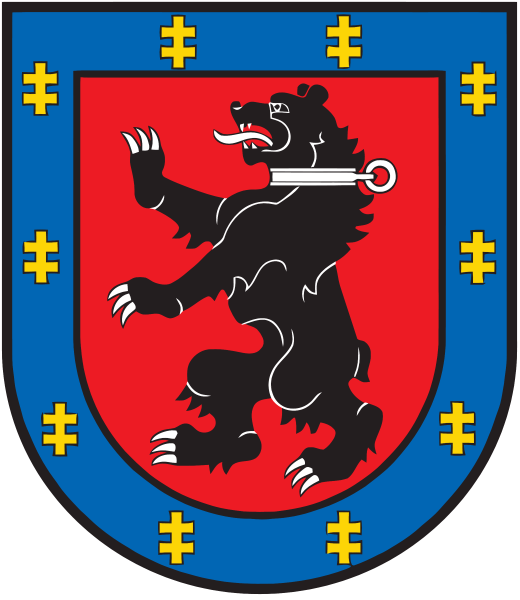
주 문장